# 上海国际汽车城
上海国际汽车城，是建于中华人民共和国上海市的汽车产业中心，位于嘉定区安亭镇，是以轿车工业和轿车生产配套工业为主的现代化综合性工业区。

## 位置与背景
上海国际汽车城因位于嘉定区安亭镇，因此也被称为“安亭汽车城”，西接江苏省昆山市，东至盐铁河，北至上海绕城高速公路，南至沪宁高速公路。
2000年6月时任中共中央政治局委员、上海市委书记黄菊提出了在安亭建设现代化汽车工业区的方案设想，当年10月时任上海市常务副市长陈良宇批复肯定了嘉定区的建设意见。2001年2月，上海市人民政府正式将该方案列入上海重点发展项目，是年9月28日，项目建设全面展开。

## 产业布局

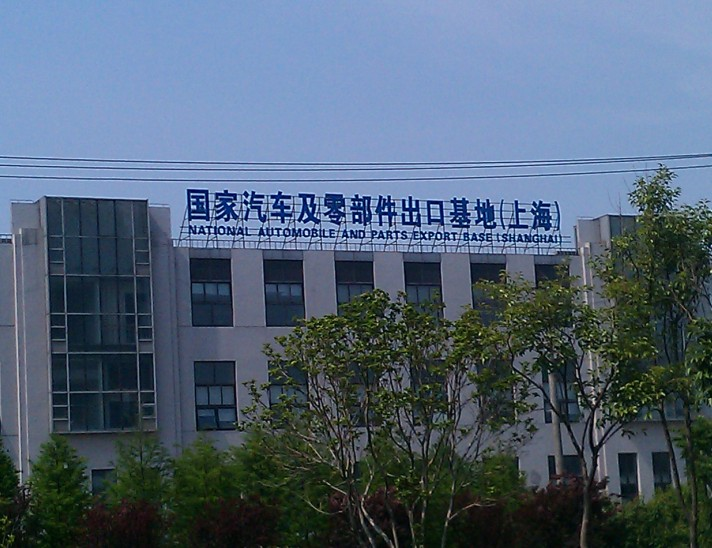
位于上海国际汽车城内的国家汽车零部件出口基地

汽车城规划总面积68平方公里，主要依托利用上海作为国家中心城市的综合功能，吸引国内外汽车厂家入驻，核心产业为汽车的研发制造，同时推进轿车、二手车等多种车型以及汽车零部件的贸易和自動駕駛試點。另一方面，利用长三角的优势，发展诸如：汽车消费的信贷、汽车保险等等多项现代汽车服务业。

### 主体功能

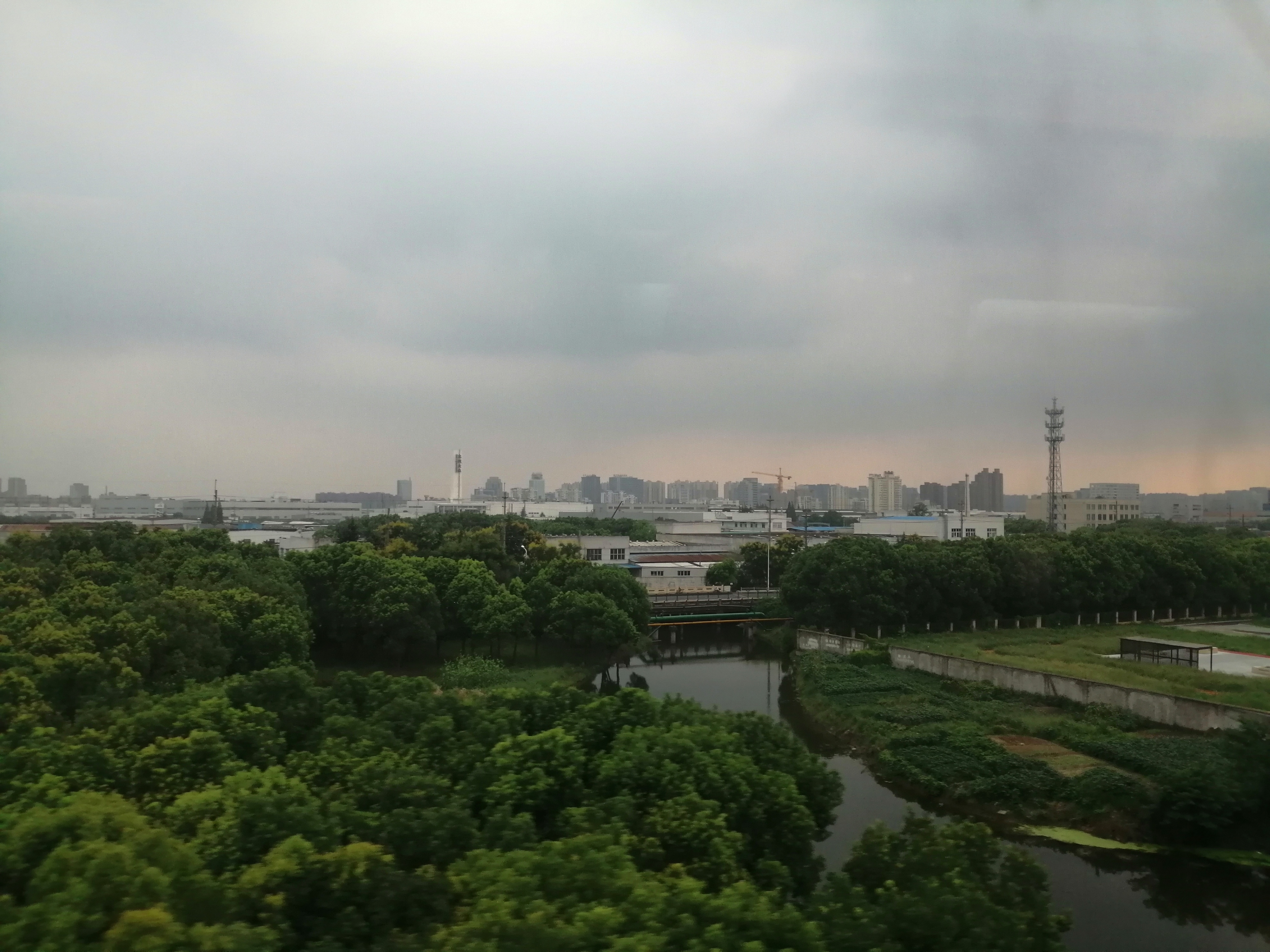
上汽大众工厂

上海国际汽车城主体为汽车的制造、研发和贸易。其中制造区规划面积14平方公里，上汽大众占地6平方公里、零部件配套区占地8平方公里；贸易和研发区规划7.43平方公里。其中制造领域包括整车制造和关键零部件制造，研发领域主要有上汽集团汽车工程研究院、国家机动车产品质量监督检验中心等多家国内外研究机构组成，负责新型技术和环保动力汽车的研发和创新。贸易区占地约4.8平方公里，主要负责与汽车相关的贸易，主要由：新车和二手车市场、贸易展示街、汽车城大厦、博览馆、会展中心、主题公园等等组成。

#### 汽車創新港
上海国际汽车城科技创新港是一個汽車研發基地，于2015年10月26日开园，由上海市经信委颁授牌“上海新型工业化（智能网联汽车）产业示范基地”，园区占地面积12万平方米，建筑面积20万平方米。
2022年6月22日17时22分许，汽车创新港8号楼3楼，一辆蔚来测试车从高处坠下，致使两名试车员身亡。

### 配套产业
与汽车生产的核心环节相配套，区域内现建有多项以体验、教育和比赛等汽车主题文化附属产业设施，主要有：上汽大众试车场、同济大学嘉定校区和上海国际赛车场等。其中同济大学嘉定校区为重要的汽车产业人才培训基地，占地面积1500亩，建筑面积约40万平方米，总投资20亿元；上海国际赛车场占地5.3平方公里，赛车场的看台为坡形可容纳20万人观战，从2004年至2013年，已经连续举办了10年F1赛车大奖赛中国站的比赛。2012年5月，占地186亩，预算总投资约15亿元的上海国际汽车城研发科技港开工。

### 交通状况

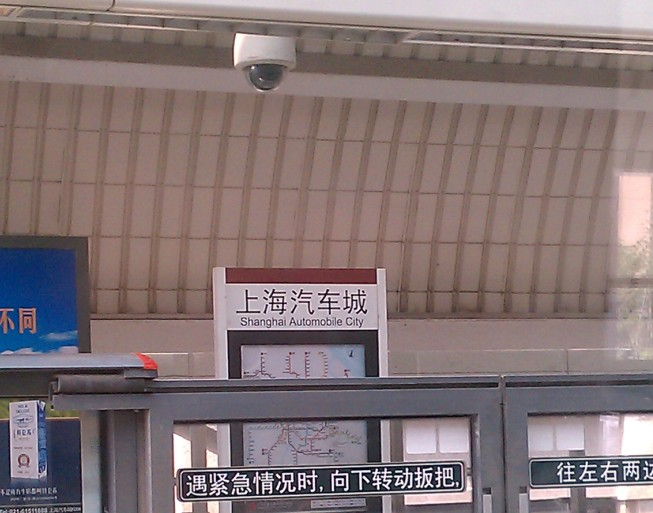
区域内的11号线上海汽车城站

上海国际汽车城位于上海市西北郊，西邻江苏省。区域内交通较便利，主要有：上海轨道交通11号线横向穿过；上海郊环线、沪宁高速公路和312国道上海段—曹安公路等主干道通过；另有：安亭汽车站、安亭北火车站等区域交通枢纽设施。

## 经济效益
截至2010年，上海国际汽车城实现产业增加值突破216亿元人民币，人均GDP已达25万元人民币。由于汽车产业带动，2013年1月，安亭镇经济发展势头迅速，完成规模以上工业产值73亿元，同比增长20.9%；完成税收28.3亿元，同比增长91.21%。但也有数据显示，汽车城并非所有项目均成功，其中的重点项目之一——上海国际赛车场自启用以来已经经歷数年亏损。